# Эредия, Надин
Надин Эредия Аларкон де Умала (исп. Nadine Heredia Alarcón de Humala; род. 25 мая 1976, Лима, Перу) — перуанский политик, жена президента Перу Ольянта Умала и первая леди Перу с 2011 по 2016 год. Президент Перуанской националистической партии (ПНП), считается достаточно влиятельной фигурой в перуанской политике. Она возглавляет ПНП с декабря 2013 года.

## Биография
И Эредиа, и её муж выросли в семьях, где говорили на языке кечуа. Надин Эредия сотрудничала в создании Перуанской националистической партии, которую в настоящее время и возглавляет.
С 2017 года перуанское правосудие расследовало совершённые ею серьёзные случаи коррупции, узурпации власти и отмывания денег. Средства были якобы направлены на финансирование избирательной кампании президента Ольянта Умалы. 
В апреле 2025 года суд признал Ольянта Умалу и его жену виновным в отмывании этих средств. Их приговорили к 15 годам заключения каждого. Ольянта был после приговора доставлен в тюрьму Барбадильо, а Надин Эредия на оглашение приговора не явилась, сославшись на плохое самочувствие, а затем добралась до бразильского посольства в Лиме, попросила предоставить ей и ее сыну убежище и получила право въехать в Бразилию.